# Робер Гаяр
Робер Гаяр (на френски: Robert Gaillard) е френски писател, автор на бестселъри в жанровете исторически, приключенски и съвременни любовни романи.

## Биография и творчество
Робер Гаяр е роден на 8 април 1909 г. в Сант, департамент Шарант Маритим, Франция, в семейството на архитекта Теодор Гаяр и Стела Нуво. Те напускат родния град през 1914 г. и се установяват в Париж. Той учи в местното училище, а после в гимназия „Жан Баптист Се“. Първоначално се насочва към изкуствата и занаятите, на след това клони към физическите науки, химията и естествената история.
След завършването си Робер става асистент на професор Пезард. През 1927 г. изоставя научните изследвания по ентомология и биология, и започва работа във вестника „La Presse“. В своята 25-годишна журналистическа кариера той работи в различни издания като „Le Quotidien“, „L’Echo d’Alger“, „Paris-Midi“, „L’ami du peuple“, „Le Journal“, „Comoedia“, и „Aujourd’hui“. Бил е репортер, помощник редактор, редактор и директор.
През 1934 г. се жени за художничката Поли Винял. Имат двама сина – Патрик и Мишел. В периода 1936-1939 г. е сътрудник към офиса на Жорж Мендел и Людовик-Оскар Фросард.
В началото на Втората световна война е мобилизиран и през 1940 г. е пленен. След репатрирането си във Франция пише романа „Les Liens de chaîne“ в знак на почит към мъртвите, ранените и военнопленниците. Книгата е издадена през 1942 г. и е удостоена с наградата „Ренодо“. По време на войната се присъединява към Свободната френска армия, за което получава медал от Полската съпротива.
След войната започва да пътешества много в Европа, Северна и Южна Америка. Особено внимание отделя на страните в Южна Америка, като пребивава за кратко сред индианската общност в Перу. Запленен е и от страните в Карибския басейн. Живее известно време в Хаити. За повече от двадесет години той събира всичко, което е свързано с тази страна. Неговата документация се счита за уникална и, до голяма степен, без прецедент в Европа.
Заедно със своите пътувания той пише своите приключенски и исторически романи. Редовно посещава библиотеките, за да търси историческа информация. Познанията му за Карибите, историята на Мария Бонард и нейния любовник Жак дю Парке, стават основа за популярната му поредица от исторически романи „Мария от островите“, в която умело смесва измислицата с автентичните факти за Мартиника. Романът „Marie des Isles“ (Мария от островите) е адаптирана през 1959 г. във филма „Le Flibustier de la Martinique“ от режисьора Жорж Корбе.
Друга негова известна поредица е „Приключенията на Жак Мервел“. Историите се развиват в морския басейн на Карибите, а примамливата екзотика, реализма на темите, докосването до еротичния дух на островите, и неоспоримия писателски талант на автора довеждат до успеха на романите и тяхното развитие през годините.
Робер Гаяр умира на 19 април 1975 г. в Ница.

## Произведения

### Самостоятелни романи
- Le Dernier Naufragé de l'île de Robinson (1938)
- Les Liens de chaîne (1942) – награда „Ренодо“
- Jours de pénitence. Mes évasions (1942)
- L'Aventure portugaise (1943)
- Sacramento (1945)
- L'Andalouse (1945)
- Aux fontaines de la mort (1945)
- Sténia ou l'Aventure macédonienne (1945)
- Le Secret de l'or noir (1945)
- Louisiane (1946)
- Cent femmes sur un bateau (1951)
- La Castille d’or (1952)
- Aventures entre deux infinis (histoires naturelles de mes bêtes) (1953)
- La Reine des Galapagos (1954)
- Images du meilleurs des mondes (1955)
- Le Joueur et la Sapajou. Trente ans de souvenirs (1955)
- L'Archipel des voluptés (1956)
- Moisson pour les limbes (1956)
- Pasteur, éditions Les Flots bleus (1957)
- Les Fruits de la violence (1958)
- Perverse Némérosa (1958)
- La Route de Rio (1960)
- Le Chevalier de Bruslart (1960)
- Gentilhommes d’aventures (1960)
- Sortilège Indien (1961)
- Plus amère que la mort (1961)
- Rendez-vous à Demera (le bistouri de l’âme) (1961)
- Ni l’or ni la grandeur (1962)
- La forêt les dévora (1962)
- D’amour et de naine. La Nuit péruvienne (1962)
- Sang indien (1963)
- L'Homme aux mains de cuir (1963)
- Le Roi du rhum (1964)
- La Perle noire (1965)
- Port châtiment (1965)
- Mourir dans les Andes (1965)
- Le Rendez vous de Valparaiso (1966)
- Meurtre exotique (1965)
- Vagabonds De La Jungle (1967)
- Au pied du soleil (1967)
- Le Châtelain de la Pivardière (1967)
- Guyaquil de mes amours (1968)
- Les Conjurés de Managua (1968)
- La Corde de sable (1968)
- La Cucaracha (1969)
- La Fille de l'Aiglon (1969)
- La Sultane de Jolo (1970)
- Cyclone sur la Jamaïque (1970)
- La Volupté et la Haine (1971)
- La Luxure du matin (1971)
- Désir et Liberté (1972)
- La Chair et la Cendre (1972)
- Royaume de la nuit, éditions Pocket (1972)
- Où souffle la colère (1973)
- Moissons charnelles (1973)
Вале купа, изд.: ИК „Бард“, София (1994), прев. Десислава Вълова
- La Rage des hommes – La Tour de diamant (1975)
- Le Miel de la haine (1975)
- Les Plaisirs insolites, éditions France Loisirs (1975)
- Les Mariés de l'exil (1978)
- Pour tout l'or du monde (1979)
- Sortilèges des mers du sud (1980)

### Серия „Големия мираж“ (Le Grand Mirage)
1. Le Grand Mirage (1946)
2. L’Ouest sauvage (1961)

### Серия „Приключенията на Жак Мервел“ (Les Aventures de Jacques Mervel)
1. L'Homme de la Jamaïque (1947)
2. Gentleman des Tropiques (1949)
3. La Dame de Porto-Rico (1950)
4. Vicky (1951)
5. Sirènes du Pacifique (1953)
6. Placer malédiction. La Mine maudite (1963)
7. Paladin des Îles (1964)
8. L'Orchidée Blanche. La Monja Blanca (1965)
9. Blanc comme neige (1968)
10. Anako de Panama (1969)

### Серия „Мария от островите“ (Marie des Isles)
1. Marie des Isles (1948)
2. Marie Galante (1949)
3. Capitaine Le Fort (1950)
4. L'Héritier des Isles (1961)

### Серия „40 000 километра приключения“ (40.000 kilomètres d'aventures)
1. L'Amérique du Sud (1949)
2. Les Îles Caraïbes (1949)

### Серия „Завоевателите на Елдорадо“ (Les Conquérants de l'Eldorado)
1. Cristobal Colon (1952)
2. Les dieux sont revenus (1953)

### Серия „Каталина“ (Catalina)
1. La Vierge de fer (1966)
2. La Conquérante (1967)